# Empremta ribosomal
El ribosome profiling o Ribo-seq (en català, empremta ribosomal) és una tècnica derivada del RNA-seq descrita per primer cop l'any 2009 per Nicholas Ignolia. Aquesta tècnica permet estudiar el traductoma a una precisió de fins als nucleòtids, sent fins al moment una de les tècniques més potents per estudiar el procés de traducció.
El ribosoma és un complex multiproteic encarregat de sintetitzar proteïnes en totes les cèl·lules vives de tots els organismes. Aquesta maquinària utilitza l'ARN missatger com a guia per a sintetitzar proteïnes; durant el procés el ribosoma es mou al llarg de tot l'ARN missatger ocupant prop de 28 nucleòtids. Així doncs, aquesta tècnica es basa en la seqüenciació d'aquests 28 nucleòtids "entreteixits" pel ribosoma. A fi d'obtenir aquesta empremta ribosomal, cal una digestió enzimatica (sovint a través de la RNAseA o la nucleasa micrococal) controlada capaç de degradar l'ARN missatger existent entre dos ribosomes i deixant únicament sense degradar l'ARN que hi ha dins del ribosoma. Després d'aquesta digestió, es realitza una selecció de mida en un gel de poliacrilamida en què es talla el gel al voltant de 28 nucleòtids i es purifica la banda d'interès. Finalment, es duu a terme una preparació de la mostra per a sequenciar i es realitza l'anàlisi de dades per a extreure la informació biològica del procés de traducció.